# (5356) Neagari
(5356) Neagari est un astéroïde de la ceinture principale.

## Description
(5356) Neagari est un astéroïde de la ceinture principale. Il fut découvert le 21 mars 1991 à Kitami par Kin Endate et Kazuro Watanabe. Il présente une orbite caractérisée par un demi-grand axe de 2,61 UA, une excentricité de 0,16 et une inclinaison de 14,3° par rapport à l'écliptique.

## Compléments